# John Ngu Foncha

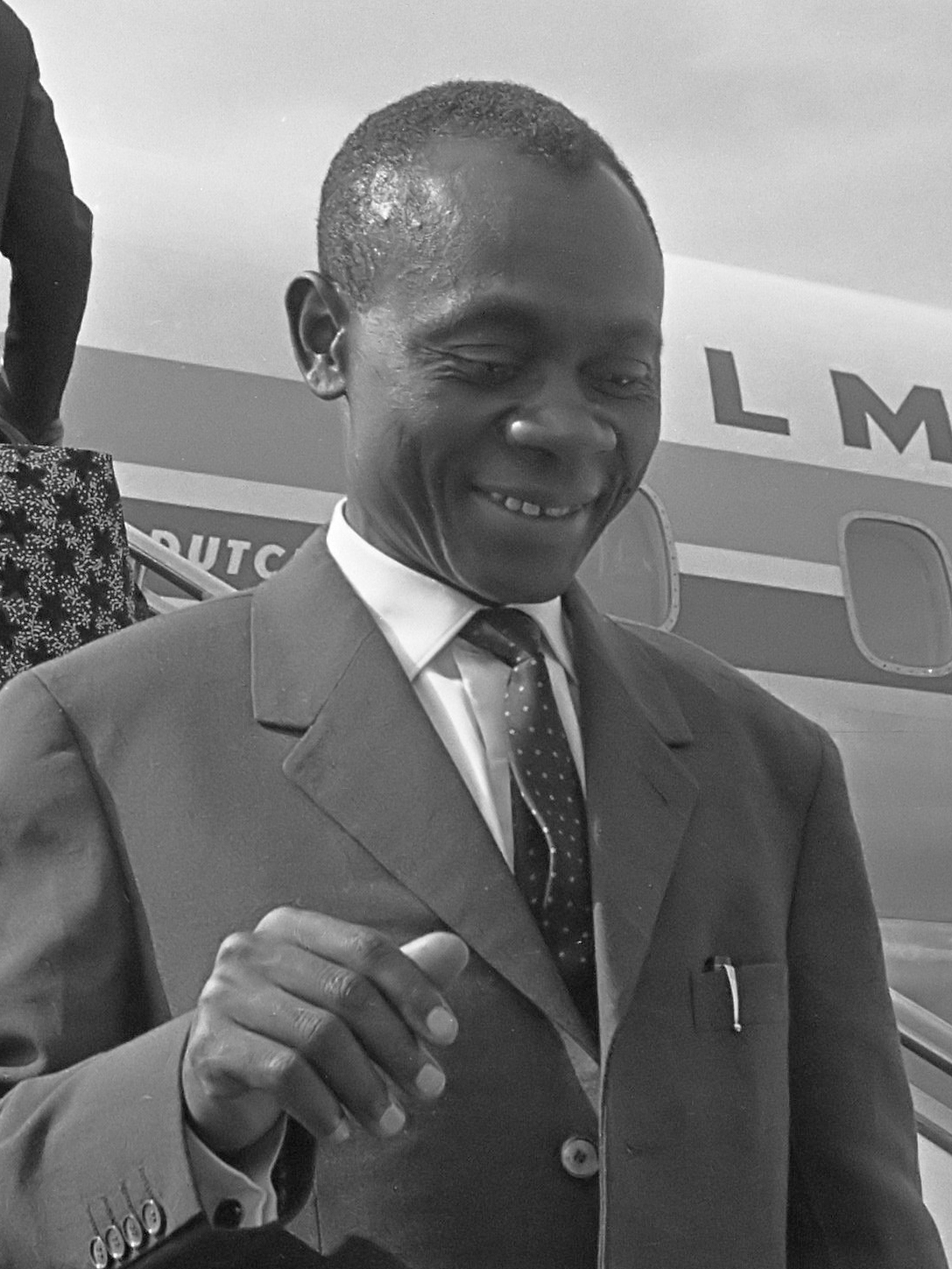
John Ngu Foncha (1964)

John Ngu Foncha (* 21. Juni 1916 in Bamenda; † 10. April 1999 ebenda) war ein kamerunischer Politiker.

## Karriere
Foncha begann seine politische Laufbahn 1942 als Sekretär der Cameroon Youth League in seiner Heimatstadt Bamenda. Von 1942 bis 1957 war er Gründer und Präsident der Katholischen Lehrervereinigung Bamenda sowie von 1945 bis 1954 Präsident der nigerianischen Lehrervereinigung.
Von 1949 bis 1950 organisierte er den Aufbau einer Vertretung der Cameroon National Federation in Bamenda. Diese verließ er, um gemeinsam mit Nerius Namaso Moite, dem stellvertretenden Führer des Cameroon People’s National Congress, den Kamerun United National Congress zu gründen, um eine Vereinigung mit dem französischen Teil Kameruns zu forcieren.
1953 schlossen sich die Cameroon National Federation und der Cameroon People’s National Congress zum Kamerun National Congress zusammen.
1955 verließ Foncha den Kamerun National Congress wegen Unstimmigkeiten hinsichtlich der Wiedervereinigung beider Teile Kameruns und gründete die Kamerun National Democratic Party (KNDP).
Am 1. Februar 1959 wurde er Premierminister von Britisch-Kamerun und übte dieses Amt bis zum Zusammenschluss mit dem französischen Teil Kameruns am 1. Oktober 1961 aus.
Bis zum 13. Mai 1965 war Foncha gleichzeitig Premierminister von West-Kamerun und Vize-Präsident der Föderalen Republik Kamerun. Dieses Amt übte er bis Mai 1970 aus.
1994 führte er eine Delegation der sezessionistischen Southern Cameroons National Council (SCNC) an, die sich bei den Vereinten Nationen für eine größere Autonomie der englischsprachigen Provinzen Kameruns einsetzte.

## Privates
Der ausgebildete Lehrer und praktizierende Katholik John Ngu Foncha war verheiratet und hatte sieben Kinder.